# Provincie Bizen

Mapa japonských provincií se zvýrazněnou provincií Bizen

Provincie Bizen (japonsky: 備前国; Bizen no kuni) byla stará japonská provincie ležící na pobřeží Vnitřního moře v regionu Čúgoku na západě ostrova Honšú. Sousedila s provinciemi Mimasaka, Harima a Biččú. Na jejím území se dnes rozkládá jihovýchodní část prefektury Okajama.
Původní centrum provincie Bizen leželo na místě dnešního města Okajama. Odedávna byla provincie Bizen jedním z hlavních center výroby mečů v Japonsku.

## Historie
V roce 713 byla oblast Bizen administrativně oddělena od provincie Mimasaka.
Během období Muromači vládl provincii Bizen klan Akamacu z Mimasaky, ale během období Sengoku se stal dominantním klan Urakami, který se usadil ve městě Okajama. Ten byl záhy nahrazen klanem Ukita. Hideie Ukita byl jedním z regentů, které jmenoval Hidejoši Tojotomi pro svého syna. Za pomoc v bitvě u Sekigahary proti Ukitaovi a dalším regentům, byla území patřící Ukitaovi v provinciích Bizen a Mimasaka, přidělena Iejasuem Tokugawou Hideakimu Kobajakawovi.
Provincie Bizen postupně přešla během období Edo do vlastnictví několika daimjóů, až byla nakonec začleněna do současného systému prefektur.